# Митральеза Монтиньи
Митралье́за Монти́ньи (Montigny mitrailleuse) была ранним типом ручного пулемёта, разработанного бельгийскими оружейными заводами Жозефа Монтиньи между 1859 и 1870 годами. Это была улучшенная версия «Митральезы», (англ. Grapeshot shooter), изобретённой бельгийским капитаном Фафшампсом в 1851 году, которая представляла собой стационарное 50-ствольное залповое орудие.
Митральеза Монтиньи была разработана для защиты узких оборонительных позиций, таких как рвы крепостей. Бельгийская армия первоначально закупила залповые орудия Fafschamps. Лишь позже они приобрели митральезы Монтиньи.
Жозеф Монтиньи также продвигал и продавал это оружие для наступательных полевых действий, размещая его на артиллерийском лафете.

## Характеристики

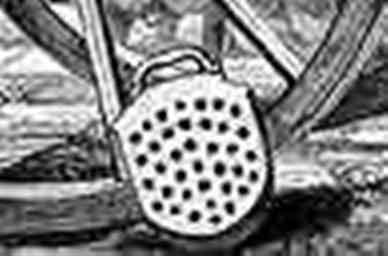
Пластина магазина митральезы Монтиньи, рассчитанная на 37 патронов и вставляемая в казённую часть перед выстрелом.

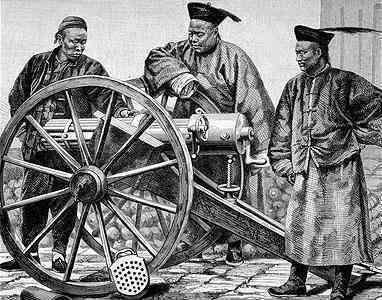
Офицеры Китайской империи Цин с митральезой Монтиньи.

Оружие состояло из 37 стволов внутренним диаметром по 11 мм внутри цилиндрического защитного кожуха. Заряжание производилось загрузочной плитой, содержащей 37 патронов. Она вставлялась в казённую часть одним движением и фиксировалась с помощью откидного рычага заряжания, прикреплённого к задней части орудия. Боеприпасы имели латунную головку и корпус из тонкой катаной латунной фольги и стреляли продолговатыми пулями. При вращении рукоятки, все выстрелы производились одновременно, хотя в более поздних усовершенствованиях использовался кулачок, который позволял производить 37 выстрелов последовательно. В зависимости от навыков операторов можно было сделать – 150–250 выстрелов в минуту. Всё орудие было очень тяжёлым, весом 2000 фунтов (910 кг).
Митральеза Монтиньи была построена в большом количестве и использовалась в основном для защиты бельгийских фортов и других оборонительных позиций.

## Разработка митральезы Реффье

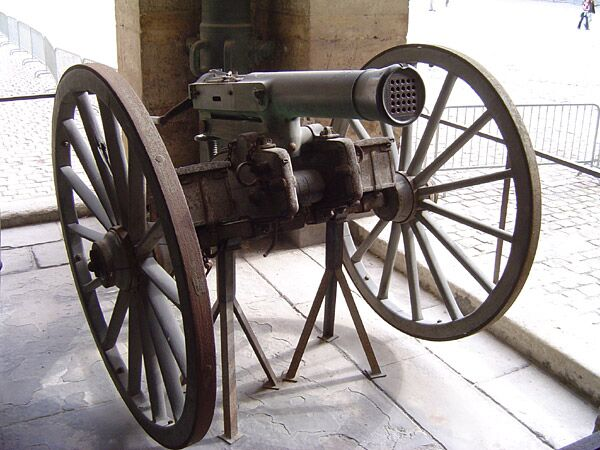
Митральеза Реффье с 25 стволами («Canon à balles modèle 1866») была адаптирована из митральезы Монтиньи с 37 стволами.

Наполеон III проявил личный интерес к митральезе. Монтиньи обратился к французской армии с целью продажи. Эксперименты по оценке оружия начались в 1863 году на французском предприятии недалеко от Парижа, но было принято решение построить аналогичное оружие исключительно французскими средствами. Производство началось в Медоне в 1866 году под руководством Вершера де Реффи и при неафишируемой помощи Монтиньи. Таким образом, это оружие обычно называют « митральезой Реффи ». Всего до франко-прусской войны 1870-71 гг. для французской армии было изготовлено 215 митральез. Они были 13-мм, 25-ствольного типа, и использовали удлинённые патроны в стиле дробовика вместо фольгированных патронов, как в митральезе Монтиньи. Орудие, находившееся на артиллерийском лафете, было развёрнуто в шести артиллерийских батареях и укомплектовано артиллерийским персоналом. Большую часть времени они использовались весьма неэффективно для поражения удалённых целей. Когда это оружие использовалось в битве при Гравелоте в 1870 году в роли поддержки пехоты и на более коротких дистанциях, оно производило разрушительные эффекты.